# 林瑞祥
林 瑞祥（はやし ずいしょう、1935年 - ）は、日本の実業家。ヒューマックスグループ会長。台湾出身。

## 人物
中国国民党の政治家・林以文の長男。弟にはヒューマックス副社長の林瑞禎（1937年 - ）、ヒューマックスシネマ社長の林瑞峰（1941年 - ）、ジョイパックグループの林光男（1943年 - ）がいる。
慶應義塾大学経済学部卒業後、渡米しカリフォルニア大学ロサンゼルス校（UCLA）のビジネススクールに学び、修士号(Master of Business Administration)を取得。 日本フードサービス協会副会長などを歴任。

## 略歴
- 1976年　恵通企業（現：株式会社ヒューマックス）の社長に就任。
- 1987年　ヒューマックスグループの会長を兼務。
- 1996年　藍綬褒章受章。